# Aplocera grisea
Aplocera grisea là một loài bướm đêm trong họ Geometridae.